# Sárgáskék ara
A sárgáskék ara (Ara erythrura) a madarak osztályának papagájalakúak (Psittaciformes)  rendjébe és a papagájfélék (Psittacidae) családjába tartozó hipotetikus faj.

## Előfordulása
Jamaica  és Martinique területén élt.

## Megjelenése
Hasa narancs sárgás, míg farka vörös, testének többi része pedig kék volt, csőre fekete.

## Kihalása
A vadászat miatt halhatott ki. Egyik rokona a feltehetően a 18. században szintén kihalt Martinique-i ara (Ara martinica).